# Hanns Glückstein
Hanns Glückstein (* 10. Mai 1888 in Völklingen; † 19. Mai 1931 in Ludwigshafen am Rhein) war ein deutscher Dichter. Er veröffentlichte vor allem in Pfälzer Mundart.

## Leben
Glückstein wuchs in der Westpfalz auf. Als er sieben Jahre alt war, zogen seine Eltern mit ihm nach Mannheim. Bis 1903 besuchte er hier das Großherzogliche Realgymnasium. Anschließend absolvierte er eine Lehre bei der Rheinschiffahrt AG, ehe er 1906 bei der Süddeutschen Disconto-Gesellschaft – einer Vorläuferin der Deutschen Bank – angestellt wurde. 1919 wurde er Prokurist und 1923 Direktor.
1910 veröffentlichte Glückstein sein erstes Buch Mannemer Schbrich unn Kinnerbosse, seinem Vorbild Karl Gottfried Nadler folgend in Pfälzer Mundart:

„Was vun de Sunn heit werd geschwätzt,
Liegt alles noch im Dunkle,
M'r heert so vieles heitsedag,
Vun ferne Rätsel munkle.
[…]“

In der Folgezeit veröffentlichte er regelmäßig Gedichte in regionalen Zeitungen und in Büchern. Während des Ersten Weltkrieges arbeitete er an der Kriegszeitschrift Vogesenwacht mit und veröffentlichte in deren Verlag Die Pälzer Buwe unn de Krieg (1917), Die Pälzer Mädle unn de Krieg (1917) und Kriegs-Schnooke aus de sunnig Palz (1918). Seine produktivste Zeit waren die 1920er Jahre, in denen jährlich ein Band erschien. Auch nach seinem frühen Tod 1931 geriet Glückstein nicht in Vergessenheit. Sein Singspiel Lindenwirtin, du junge wurde bis kurz vor Ausbruch des Zweiten Weltkriegs aufgeführt. Nach dem Krieg erinnerten Zeitungen und Rundfunk an ihn. Seine Werke wurden weiter veröffentlicht, bis in die jüngste Vergangenheit. Sein Nachlass befindet sich beim Stadtarchiv Mannheim.
Die Stadt Mannheim benannte 1963 einen Weg in der Neckarstadt, im Stadtteil Lindenhof 1990 einen Platz sowie 2011 eine Straße und das Glückstein-Quartier nach Hanns Glückstein.